# Psamathée
Pour les articles homonymes, voir Psamathée (homonymie).
Dans la mythologie grecque, Psamathée ou Psamathe (en grec ancien Ψάμαθη / Psámathê) est une Néréide, fille de Nérée et de Doris et mère de Phocos par Éaque et d'Ido par Protée.
Déesse du sable, Psamathée fait également partie des Psamides, les hydriades des plages de sable fin. 

## Étymologie
Le nom de Psamathée signifie « Déesse du sable », du grec ancien psammos (sable) et theia (déesse).

## Description
Psamathée est particulièrement belle, même parmi les Néréides. Ainsi, Hésiode la décrit d'abord comme Psamathée au corps gracieux surenchérissant plus tard en évoquant Psamathée, brillant parmi les déesses.

## Famille

### Ascendance
Ses parents sont le dieu marin primitif Nérée, surnommé le vieillard de la mer, et l'océanide Doris. Elle est l'une de leur multiples filles, les Néréides, généralement au nombre de cinquante, et a un frère unique, Néritès. Pontos (le Flot) et Gaïa (la Terre) sont ses grands-parents paternels, Océan et Téthys ses grands-parents maternels.

### Descendance
Avec Éaque, elle engendre Phocos.
Avec Protée, elle engendre également Théoclymène et Ido selon Euripide. Ovide fait aussi d'elle la mère, toujours par Protée, du cyclope prophète Télémos.

## Mythe

### Mère de Phocos
Psamathée fut d'abord l'épouse ou une amante d'Éaque, le roi des Myrmidons, qui lui tendit une embuscade sur la plage. Elle essaya d'échapper à son emprise en se transformant en phoque mais il refusa de relâcher son emprise jusqu'à ce qu'elle lui cède, donnant le jour à un fils à qui fut donné le nom de Phocos, "le phoque". Le garçon était le favori de son père si bien que ses demi-frères Pélée et Télamon devinrent jaloux et l'assassinèrent (les motifs de sa mort varient selon les auteurs, pour certains ils sont plutôt jaloux de ses performances athlétiques, pour d'autres ils agissent sur l'ordre de leur mère Endéis, d'autres enfin écrivent qu'il s'agit en fait d'un simple accident). Ils furent pour cela bannis par leur père et se réfugièrent sur l'île d'Égire. Psamathée, furieuse, envoya un loup géant pour venger Phocos en harcelant les troupeaux de Pélée mais il a réussi à apaiser sa colère avec des sacrifices appropriés. D'après Ovide, elle refuse d'abord sa supplique mais sa sœur, la Néréide Thétis, qui a entendu les prières de Pelée, réussit à la convaincre et apaise sa fureur. Le loup continue cependant son carnage jusqu'à ce que Thétis le transforme en pierre.

### Compagne de Protée
D'après Euripide, Protée, alors qu'il était roi d’Égypte et gouvernait depuis son palais sur l'île de Pharos, épousa Psamathée, ancienne femme d'Éaque, devenant ainsi son second époux. De lui, elle enfanta de deux enfants : un fils, Théoclymène (dont Euripide précise que le nom (est) contredit par sa vie impie) et une fille, la prunelle de sa mère, la belle Idothée. Il précise également que celle-ci fut appelée Ido quand elle était enfant puis Théonoé à l'âge adulte car elle avait une connaissance divine de toutes les choses présentes et à venir - un cadeau hérité de son grand-père Nérée.

### Naumachie contre Dionysos
D'après Nonnos, dans l'oeuvre duquel Amphitrite n'apparait pas comme l'épouse de Poséidon, Psamathée, comme le reste de ses sœurs, fait partie des divinités marines à combattre aux coté de Neptune (Poséidon) lors de la naumachie qu'il lance contre Bacchus (Dionysos) pour l'obtention de la belle Béroé, fille d'Aphrodite, dont les deux dieux se disputaient la main. C'est elle qui, au plus haut du conflit, exorte Jupiter (Zeus) à intervenir : 

« L’antique Nérée s’arma d’une lance aquatique et mena la phalange de ses filles [les Néréides] dans la lutte euienne… Les tribus des Néréides jettent toutes ensemble pour leur père le hurlement du combat : déchaussées, à moitié cachées dans l’eau salée, la compagnie se précipite, furieuse, au combat sur la mer. (...) Les Néréides menaient leurs poissons comme des chevaux rapides vers le but aquatique de leur combat. (...) et c'est alors que la malheureuse Psamathée, à l'aspect de la rude guerre que fait à la mer l'armée de Bacchus, gémit sur la plage qui touche à l'Océan, et crie d'une voix effrayée et plaintive :
« Grand Jupiter, si tu le souviens de Thétis, des bras puissants de Briarée ; si tu n'as pas oublié Aegéon qui fit respecter tes lois, éloigne le furieux Bacchus. Fais que je ne voie pas à la fois la mort de Phocos et la captivité de Nérée. Prends pitié de la plaintive Leucothée, dont l'époux égorgea ce fils, haché par la lame homicide du couteau d’un père inhumain. Que Thétis, après tant de larmes, ne soit pas soumise à Bacchus ! que jamais je ne l'aperçoive, esclave du dieu du vin, contrainte d'habiter après l'Océan la Lydie, et de confondre dans une seule douleur son fils, son petit-fils et son époux : Achille, Pelée et Pyrrhus. » Elle dit. »

## Évocation moderne

### Astronomie

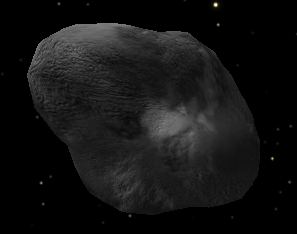
La lune de Neptune Psamathée nommée d'après la déesse.

Son nom a été donné à un satellite naturel de Neptune, Psamathée, découvert le 29 août 2003. Avant que ce nom ne lui soit donné, la douzième lune de Neptune portait la désignation provisoire S/2003 N 1.

### Zoologie
Le genre d'annélides des Psamathes tient son nom de la Néréide.

### Sources
- Pseudo-Apollodore, Bibliothèque [détail des éditions] [lire en ligne] (III, 12, 6).
- Euripide, Hélène [détail des éditions] [lire en ligne] (8).
- Hésiode, Théogonie [détail des éditions] [lire en ligne].
- Ovide, Métamorphoses [détail des éditions] [lire en ligne] (11, 348).